# Planica (Rače - Fram)
Planica is een plaats in Slovenië en maakt deel uit van de gemeente Rače-Fram in de NUTS-3-regio Podravska. De plaats telde 137 inwoners op 1 januari 2020.